# Tabusintac 9
Tabusintac 9 est une réserve indienne du Nouveau-Brunswick, située dans le comté de Northumberland. Elle est l'une des trois réserves de la Première nation de Burnt Church. Le territoire consiste en plusieurs segments enclavés dans Alnwick ou Tabusintac.

## Toponyme
Le nom Tabusintac, qui se prononce ta-bou-sine-tak, provient du micmac Taboosimkik. Ce toponyme signifierait « deux noms », en référence à un Micmac ayant deux noms, ou « deux entrées », en référence à l'anse Française et à la rivière Tabusintac, ressemblant à deux larges rivières à leur confluent près du golfe du Saint-Laurent.

## Géographie

### Géologie
Le sous-sol de Tabusintac est composé principalement de roches sédimentaires du groupe de Pictou datant du Pennsylvanien (entre 300 et 311 millions d'années).

## Administration

### Représentation et tendances politiques
Nouveau-Brunswick: Tabusintac 9 fait partie de la circonscription provinciale de Baie-de-Miramichi—Neguac, qui est représentée à l'Assemblée législative du Nouveau-Brunswick par Serge Robichaud, du Parti progressiste-conservateur. Il fut élu en 2010.
 Canada: Tabusintac 9 fait partie de la circonscription électorale fédérale de Miramichi, qui est représentée à la Chambre des communes du Canada par Tilly O'Neill-Gordon, du Parti conservateur. Elle fut élue lors de la 40e élection fédérale, en 2008.